# Мариборский университет
Мариборский университет (словен. Univerza v Mariboru) — университет в Мариборе, Словения. 
Второй крупнейший университет страны после Люблянского университета, в котором обучается свыше 26 тысяч студентов. Создан в 1975 году и на данный момент в него входят 17 факультетов.

## История
История Мариборского университета уходит своими корнями в 1859 год, когда была создана духовная семинария и богословский колледж при активном участии епископа Лаванта и словенского патриота Антония Мартина Сломшека. Многие факультеты будущего университета появились до момента официального основания университета. Экономический и технологический факультеты были образованы в 1959 году, юридический и сельскохозяйственный — в 1960 году, педагогический — в 1961 году. Церемония же открытия университета состоялась 19 сентября 1975 года.
В 2018 году изготовил первый словенский спутник.

## Факультеты
| - Факультет сельского хозяйства и биологии (FKBV) - Факультет искусств (FF) - Факультет химии и химической технологии (FKKT) - Факультет гражданского строительства (FG) - Факультет уголовного правосудия (FVV, в Любляне) и безопасности (Тржашкая улица, 25) - Факультет электротехники и компьютерных наук (FERI) - Факультет экономики и бизнеса (EPF) - Педагогический факультет (PeF) - Факультет энергетики (FE) - Юридический факультет (PF) - Машиностроительный факультет (FS) - Медицинский факультет (MF) - Факультет наук о здоровье (FZV) - Факультет организационных наук (FOV, в Крани) - Философский факультет (FF, открыт в 2007 году) - Факультет логистики (FL, в Кршко и Целе) - Факультет естественных наук и математики (FNM) - Факультет туризма (в Брежице) |